# Pueblo Rico
Pueblo Rico là một khu tự quản thuộc tỉnh Risaralda, Colombia. Thủ phủ của khu tự quản Pueblo Rico đóng tại Pueblo Rico Khu tự quản Pueblo Rico có diện tích 561 ki lô mét vuông. Đến thời điểm ngày 28 tháng 5 năm 2005, khu tự quản Pueblo Rico có dân số 11245 người.